# Guerra Numantina

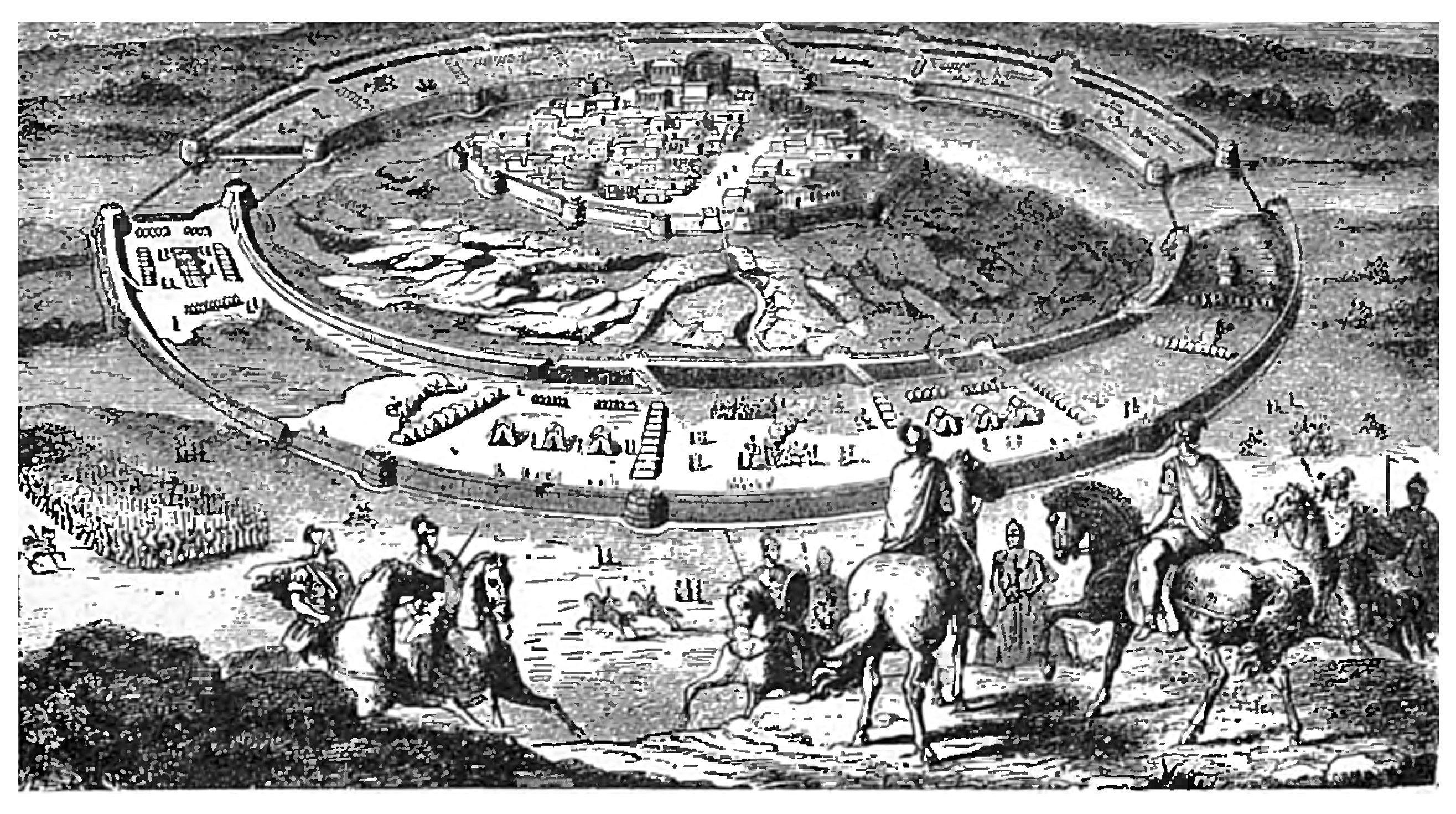
Guerra Numantina

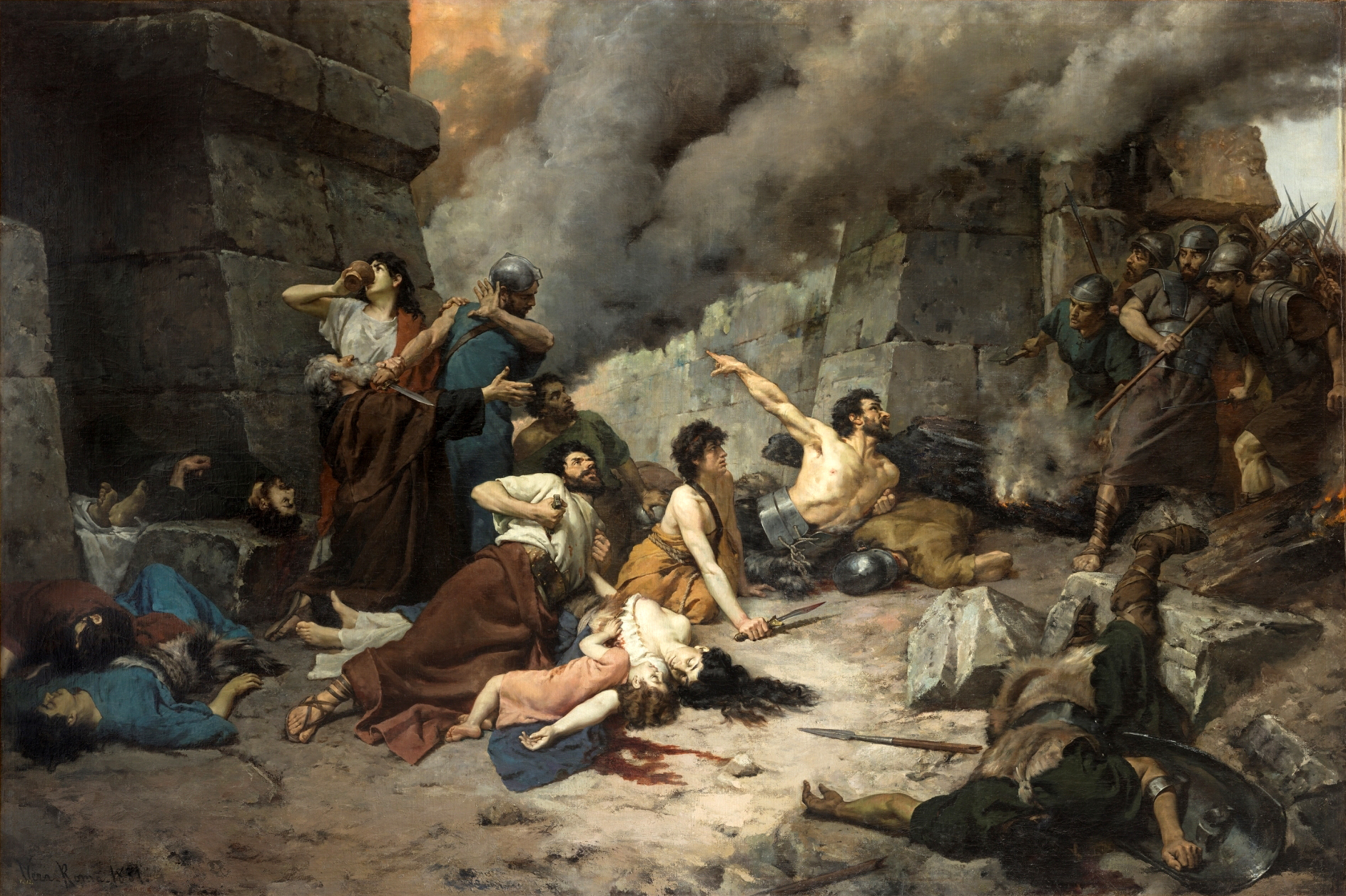
Guerra Numantina

A Guerra Numantina (em latim: Bellum Numantium na História Romana de Apiano) foi o último conflito das Guerras Celtiberas lutado pelos romanos para subjugar a população ao longo do Ebro. Foi um conflito de 20 anos entre as tribos celtiberas da Hispânia Citerior e o governo romano. Começou em 154 a.C. como uma revolta dos Celtiberos da Numância no Douro. A primeira fase da guerra acabou em 151, mas em 143, a guerra reiniciou com uma nova insurreição na Numância.
A primeira guerra foi travada simultaneamente com a Guerra lusitana na Hispânia Ulterior. Os Lusitanos foram subjugados por Sulpício Galba, que traiu os rendidos e executou seus líderes, e os Arévacos da Hispânia Citerior continuaram a guerra e se aliaram com o líder lusitano Viriato.
Depois de a guerra ser revigorada em 143, Roma mandou uma série de generais para a Península Ibérica para lidar com os Numantinos. Naquele ano, Quinto Cecílio Metelo Macedônico tentou e falhou em tomar a cidade por cerco, mas subjugou todas outras tribos e os Arévacos. Seus sucessor, Quinto Pompeu Aulo, foi inapto e sofreu severas derrotas em suas mãos, então ele negociou secretamente a paz com a cidade, respeitando o tratado anterior. Em 138 a.C., um novo general chegou, Marco Pompeu Lenas, e quando os enviados numantinos vieram para terminar as obrigações do tratado de paz, Quinto Pompeu rejeitou qualquer negociação de paz. O assunto foi levado ao Senado para julgamento. Roma decidiu ignorar a paz de Pompeu e mandou Caio Hostílio Mancino para continuar a guerra em 136 a.C., que atacou a cidade e foi repelido diversas vezes antes de ser derrotado, sendo forçado a aceitar um tratado, negociado por um ainda jovem Tibério Graco. O Senado não ratificou seu tratado também, e mandou Mancino para os Numantinos como um prisioneiro. Seus sucessores, Lúcio Fúrio Filo e Caio Calpúrnio Pisão, evitaram conflito com os Numantinos.
Em 134 a.C., o cônsul Públio Cornélio Cipião Emiliano Africano foi mandado para a Hispânia Citerior para terminar a guerra. Ele recrutou 20 mil homens e 40 mil aliados, incluindo cavalaria númida sob o comando de Jugurta. Cipião construiu um anel de sete fortalezas ao redor de Numância antes de começar o cerco. Após sofrer com pestes e fome, a maioria dos sobreviventes Numantinos cometeram suicídio ao invés de se render à Roma. A grande vitória romana sobre Numância iniciou uma era de paz na Hispânia até a Guerra Sertoriana, meio século depois. 
Esta guerra também lançou as carreiras de várias figuras importantes. Tibério Graco estava presente como um questor durante o cerco falho de Mancino. Devido à reputação que o pai de Tibério Graco tinha com o numantinos, Tibério foi selecionado para negociar o tratado. Caio Mário também lutou nesta guerra, bem como o futuro inimigo romano Jugurta.